# Elena Mendoza
Elena Mendoza López (Sevilla, 1973) es una compositora española, especializada en música de cámara instrumental y teatro musical. Primera compositora que obtiene el Premio Nacional de Música.

## Biografía
Estudia en Sevilla, su ciudad natal, la carrera de filología alemana y, posteriormente, piano y composición en el Conservatorio Superior de Aragón en Zaragoza con Teresa Catalán.
Una vez finalizados estos estudios, abandona España y se traslada primero a Augsburgo  donde estudia composición con John Van Buren. Posteriormente completa su formación en Düsseldorf en la Robert-Schumann Hochschule con Manfred Trojahn y en Berlín en la Hochschule für Musik Hanns Eisler con Hanspeter Kyburz. Le siguieron varias becas, entre otras, en la Ensemble Modern Akademie en Fráncfort del Meno y en la Akademie Schloß Solitude.
Ha sido profesora de composición en el Conservatorio de Zaragoza y actualmente es catedrática de composición y música experimental, en la Universität der Künste de Berlín.
Dedicada a la composición, su obra se centra especialmente en la música de cámara y para la escena. Tiene especial interés por el teatro musical y la musicalización del lenguaje. Ha compuesto para formaciones como el Klangforum Wien, el Vogler-Quartett, el Ensemble Modern, el Ensemble Emex, el Ensemble Taller Sonoro, la Deutsche Oper am Rhein, la Ópera de Nürnberg, la Orquesta Filarmónica de Friburgo y otras. Ha participado en festivales como los Wittener Tage für neue Musik, Ars Musica Bruxelles, Darmstadter Ferienkurse, Jornadas de Música Contemporánea de Dresden y  el Festival de Música Contemporánea de Camagüey (Cuba).

## Obras Destacadas
A lo largo de su trayectoria ha compuesto obras musicales tanto para óperas como para música de cámara y orquesta, aunque cabe destacar un característico énfasis en el aspecto escénico. 
- Niebla (2009), basada en la novela homónima de Miguel de Unamuno, cuya dimensión escénica está tan intrínsecamente unida a la composición que la partitura se haya firmada conjuntamente por la compositora y el director de escena Matthias Rebstock.
- Fragmentos de teatro imaginario (primera parte) 2009[5]
- La ciudad de las mentiras (2016) basada en cuatro relatos de Juan Carlos Onetti estrenada en el Teatro Real de Madrid[6][7]
- Der Fall Babel, por encargo del Festival de Schwetzingen (Alemania) ha sido estrenado en abril de 2019[8]
- Otras obras: consultar Centro de Documentación Musical de Andalucía[9]

## Premios y reconocimientos
Entre sus reconocimientos desde el ámito germano destacan su residencia artística en la Akademie Schloß Solitude (Stuttgart, 2008) 
- Premio Nacional de Música que otorga el Ministerio de Cultura, en la modalidad de Composición en 2010, por su contribución a la creación musical española, su aportación a la promoción e internacionalización de la música contemporánea española y por sus estrenos en 2009 de obras como Fragmentos de teatro imaginario (primera parte) y Niebla. Es la primera mujer compositora en recibir este galardón.[10][11]
- Musikpreis Salzburg (2011) Premio Internacional de Composición del Land de Saltzburgo[12]
- Kunstpreis Berlin (2017). Lo otorga anualmente la Akademie der Künste de Berlín y el Senado, le ha sido concedido en la categoría de música.[13][14]
- Medalla de Andalucía. concedida en 2017[15]
- Heidelberger Künstlerinnenpreis (2019). Es uno de los premios culturales más importantes del país y es el único premio a nivel mundial que se otorga exclusivamente a compositoras.[16]